# Bordón (költészet)
A bordón (spanyol nyelven: ’zarándokbot, vándorbot’) a spanyol költészet egyik formája, külső sajátságait tekintve négy szótagból álló verssor, amely refrénként minden egyes versszak végén ismétlődik. Elsősorban a népköltészetben fordul elő, az első ismert darabok a késő középkorból származnak.